# 6-Thioguanine
La 6-thioguanine, ou, selon la DCI, la tioguanine, est un médicament de la famille des thiopurines, à laquelle appartiennent également la mercaptopurine et l'azathioprine, qui agissent comme des antimétabolites. Elle se présente sous la forme d'une poudre cristallisée inodore de couleur jaune pâle. Il s'agit d'un analogue purique de la guanine, une base nucléique.
Elle a été utilisée au départ comme cytostatique en chimiothérapie pour le traitement de la leucémie aiguë lymphoblastique chez l'enfant, mais son usage s'est réduit ces dernières années en raison d'inquiétudes quant à ses effets secondaires. Elle est en revanche davantage utilisée pour le traitement de la rectocolite hémorragique, l'une des maladies inflammatoires chroniques intestinales, ainsi que dans certaines maladies auto-immunes.
La concentration maximum dans le plasma sanguin après absorption d'une dose orale unique est atteinte après 8 heures. La biodisponibilité de la thioguanine a une moyenne de 30 % (intervalle de 14 à 46 %).
La thioguanine, comme les autres thiopurines, est cytotoxique pour les leucocytes. Elle est par conséquent immunosuppressive à faible dose et antileucémique / antinéoplasique à des doses plus élevées. La thioguanine est incorporée dans les cellules de la moelle osseuse, mais, comme les autres thiopurines, on ne pense pas qu'elle puisse traverser la barrière hémato-encéphalique. La présence de thioguanine n'a pu être détectée dans le liquide céphalo-rachidien, de façon semblable à la 6-mercaptopurine, étroitement apparentée, qui ne peut pas non plus pénétrer dans le cerveau.
La demi-vie plasmatique de la thioguanine est brève, en raison de l'absorption rapide dans les cellules du foie et du sang et de la conversion en 6-thioguanine nucléotides (6-TGN). La demi-vie médiane dans le plasma s'établit à 80 minutes, avec un intervalle de valeurs comprises entre 25 et 240 minutes. La thioguanine est excrétée principalement par les reins dans l'urine, mais surtout comme métabolite, la 2-amino-6-méthylthiopurine. Toutefois, les métabolites thio-nucléotidiques intra-cellulaires de la thioguanine (6-TGN) ont une demi-vie plus longue et peuvent par conséquent être détectés après que la thioguanine a été éliminée du plasma.
La thioguanine est dégradée par l'intermédiaire de deux voies métaboliques.
- La première voie passe par la désamination sous l'action de la guanine désaminase vers la 6-thioxanthine, qui présente un minimum activité antinéoplasique, puis par l'oxydation de la xanthine en acide thiourique par la xanthine oxydase. Cette voie métabolique ne dépend pas de l'efficacité de la xanthine oxydase, de sorte que l'inhibiteur de la xanthine oxydase, l'allopurinol, ne bloque pas la dégradation de la thioguanine, alors que cet inhibiteur bloque la dégradation de la 6-mercaptopurine.
- La seconde voie est la méthylation de la thioguanine en 2-amino-6-méthylthiopurine, qui est peu efficace comme antinéoplasique et sensiblement moins toxique que la thioguanine. Cette voie est également indépendante de l'activité enzymatique de la xanthine oxydase.

Il fait partie de la liste des médicaments essentiels de l'Organisation mondiale de la santé (liste mise à jour en avril 2013).